# 미야다역
미야다역(일본어: 宮田駅)은 일본 나가노현 가미이나군 미야다촌에 위치한 도카이 여객철도 이다선의 철도역이다. 상대식 승강장 2면 2선의 구조를 갖춘 지상역이다.

## 타는 곳
| 승강장 | 노선     | 방향 | 행선지             |
| ------ | -------- | ---- | ------------------ |
| 1      | ■ 이다선 | 상행 | 이다 · 덴류쿄 방면 |
| 2      | ■ 이다선 | 하행 | 다쓰노 방면        |

## 역 주변
- 국도 제135호선

## 역사
- 1913년 12월 27일 : 이나 전차 궤도(1919년에 이나 전기 철도로 개칭)이 이나마치 역(현. 이나시 역)부터 연신했던 때에, 그 종착역인 미야타역으로서 개업.
- 1914년 10월 31일 : 이나 전차 궤도가 아카호 역(현. 고마가네 역)까지 연신해, 도중역으로 한다.
- 1943년 8월 1일 : 이나 전기 철도선이 이다선의 일부로서 국유화되어, 일본국유철도의 역이 된다.
- 1956년 12월 15일 : 미야다역으로 읽기 변경.
- 1971년 12월 1일 : 하물 · 화물의 취급을 폐지(여객역으로 한다).
- 1983년 2월 24일 : 업무 위탁 개시.
- 1985년 4월 1일 : 업무위탁 종료, 무인화.
- 1987년 4월 1일 : 일본국유철도 분할 민영화에 의해, 도카이 여객철도가 승계.

## 인접 역
| 도카이 여객철도 이다선 | 도카이 여객철도 이다선 | 도카이 여객철도 이다선 |
| ---------------------- | ---------------------- | ---------------------- |
| 고마가네 이다 방면     | ■ 쾌속 '미스즈'        | 사완도 마쓰모토 방면   |
| 오타기리 도요하시 방면 | ■ 보통                 | 아카기 다쓰노 방면     |